# Robert Watts
Robert Watts (Londres, 23 de mayo de 1938 - Sussex Oriental, 30 de septiembre de 2024) fue un productor de cine británico, más conocido por su trabajo en las series de películas de Star Wars e Indiana Jones. Cabe señalarse que su medio hermano es Jeremy Bulloch, quien interpretó a Boba Fett en la trilogía original de Star Wars.

## Filmografía

### Gerente de producción
- 2001: A Space Odyssey (1968)
- Papillon (1973)
- Star Wars: Episode IV - A New Hope (1977)

### Productor
- Star Wars: Episode V - The Empire Strikes Back (1980) (productor asociado)
- Raiders of the Lost Ark (1981) (p. asociado)
- Star Wars: Episode VI - Return of the Jedi (1983) (coproductor)
- Indiana Jones and the Temple of Doom (1984)
- ¿Quién engañó a Roger Rabbit? (1988)
- Indiana Jones y la última cruzada (1989)
- Fievel va al Oeste (1991)
- Alive (1993), título en español: ¡Viven!
- On Deadly Ground (1994)